# Samalut
Samalut (arab. سمالوط) – miasto w Egipcie, w muhafazie Al-Minja. W 2006 roku liczyło 91 475 mieszkańców.